# Belegrád (Hernádkak)
Belegrád ist ein Ortsteil der ungarischen Gemeinde Hernádkak im Kreis Miskolc im Komitat Borsod-Abaúj-Zemplén. Er liegt etwa 2 Kilometer südwestlich des Zentrums von Hernádkak, getrennt durch den Fluss Hernád und 12 Kilometer östlich der Kreisstadt und des Komitatssitzes Miskolc. Im Jahr 2011 hatte Belegrád 144 Einwohner.
Der Name des Ortes wurde in dieser Form zum ersten Mal im 9. Jahrhundert erwähnt. Er ist slawischen Ursprungs und es wird angenommen, dass er auf bulgarische Siedler in der Region  zurückzuführen ist.
Belegrád ist nur über die Nebenstraße Nr. 37103 zu erreichen. Es bestehen Busverbindungen nach Hernádkak und nach Miskolc. Die nächstgelegenen Bahnhöfe befinden sich nordwestlich in Onga und südöstlich in Hernádnémeti-Bőcs.